# Gai Hosidi Geta
Gai Hosidi Geta (en llatí: Gaius Hosidius Geta) va ser un cavaller romà que va ser proscrit pels triumvirs l'any 43 aC.
El seu fill, per salvar-lo de la mort, va fer veure que s'havia suïcidat, i va celebrar un funeral amb tots els detalls dels rituals. Durant uns anys va viure amagat en una granja de la família, disfressat i amb un ull tapat. Finalment fou perdonat, però el temps que va passar amb l'ull tapat li va produir ceguera almenys parcial, segons que expliquen Apià i Dió Cassi.